# 德里特沙法爾蓬山

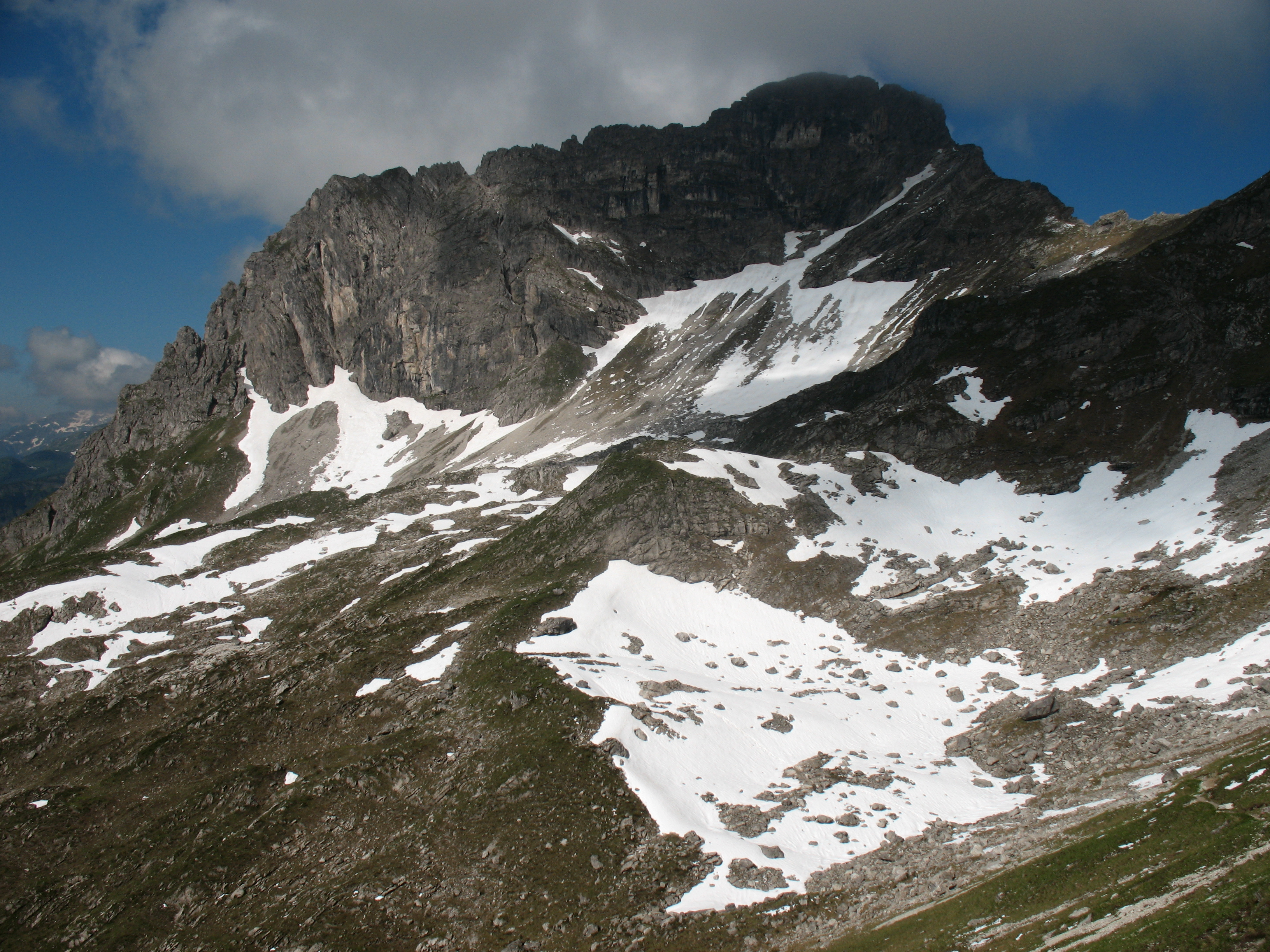

47°18′37″N 10°13′0″E / 47.31028°N 10.21667°E
德里特沙法爾蓬山（德語：Dritter Schafalpenkopf），是德國的山峰，位於該國東南部，由巴伐利亞負責管轄，屬於阿爾高阿爾卑斯山脈的一部分，距離埃爾弗山2.9公里，海拔高度2,320米。